# Kalimah
Kalimah (starogrško Καλλίμαχος ὁ Κυρηναῖος, latinizirano: Kallímachos ho Kyrēnaíos, latinsko Callimachus Cirenius), starogrški pesnik, učenjak in knjižničar, * 305 pr. n. št., Kirena, † 240 pr. n. št., Aleksandrija.
Deloval je v Aleksandriji v 3. stoletju pr. n. št. Kot predstavnik starogrške književnosti helenističnega obdobja je napisal več kot 800  literarnih del v najrazličnejših žanrih, od katerih večina ni ohranjena. Zagovarjal je estetsko filozofijo (znano kot kalimahizem), ki je močno vplivala na pesnike rimskega cesarstva in prek njih na vso kasnejšo zahodno literaturo.

## Življenje
Opis v Sudi, bizantinski enciklopediji iz 10. stoletja, je glavni vir o Kalimahovem življenju. Čeprav vsebuje nekatere netočnosti, omogoča rekonstrukcijo njegovega življenjepisa z nekaterimi (sicer nepotrjenimi) podatki.
Kalimah se je rodil v ugledni družini v Cireni, grškem mestu na obali sodobne Libije. Sam se je oklical za "Batovega sina" (Βαττιάδης, latinizirano Battiades), vendar se to poimenovanje morda prej nanaša na mitološkega ustanovitelja mesta Batusa kot pa na njegovega očeta. Njegov stari oče, prav tako imenovan Kalimah, je v mestu opravljal službo generala. Njegovi materi je bilo ime Megatima (Suda napačno navaja ‘Mesatma’) . Njegov rojstni datum ni točno znan, le okvirno umesten okoli leta 310 pr. n. št.
Od 280 pr. n. št. do 290 pr. n. št. naj bi Kalimah študiral pri filozofu Praksifanu in slovničarju Hermokratu v Aleksandriji, pomembnem središču grške kulture. Po službi šolskega učitelja je stopil pod pokroviteljstvo Ptolemejev, grške vladajoče dinastije Egipta, in bil zaposlen v Aleksandrijski knjižnici. Glede na Sudo je njegova kariera sovpadala z vladavino Ptolemeja II. Filadelfa, ki je postal edini vladar Egipta leta 283 pr. n. št. 
Kljub pomanjkanju natančnih virov je obrise Kalimahovega delovnega obdobja možno razbrati iz njegove poezije. Pesmi iz njegovega obdobja revščine kažejo, da je začel pisati v 280. letih pr. n. št., njegova pesem Aitia pa kaže na nastanek v času vladavine Ptolemeja III Evergeta, ki se je povzpel na prestol leta 246 pr. n. št. Klasicist John Ferguson piše, da je Kalimah prenehal pisati in umrl enkrat po letu 240 pr. n. št.

## Literarno delo
Po podatkih Sude je Kalimah napisal več kot 800 posameznih del proze in poezije. Velika večina njegovih del, vključno z vso prozo, je bila izgubljena, razen njegovih epigramov in himn. Vsa ostala spodaj navedena dela so ohranjena v fragmentih.

### Epigrami
Epigrami, kratke, udarne pesmi, ki so bile prvotno napisane na kamnu, so se kot oblika literature uveljavile že v 3. stoletju pr. n. št. Kalimah je napisal vsaj 60 posameznih epigramov o najrazličnejših temah. Nekatere so posvetilne ali nagrobne, druge se dotikajo erotičnih in literarnih tem. Večina jih je bila ohranjena v Palatinski antologiji, rokopisu iz 10. stoletja, odkritem leta 1606 v Heidelbergu, ki vsebuje zbirko grških epigramov in pesmi. Epigrami, pogosto napisani iz prvoosebne perspektive, ponujajo veliko različnih stilov in se opirajo na različne veje epigramske tradicije. 

### Himne
Med najstarejšimi oblikami verskega pisanja so bile hvalnice (himne). Kultne himne so bile napisane in izvajane v čast določenemu bogu; primere te zvrsti najdemo pri večini grških poetov. Tipična himna naj bi vsebovala klic boga, pohvalo njegovih lastnosti in zaključno molitev s prošnjo za uslugo.
Kalimah je napisal šest hvalnic, ki jih lahko delimo v dve skupini: njegova Himna Apolonu, Demetri in Ateni veljajo za mimetične, ker so predstavljene kot živa uprizoritev verskega obreda, v katerem sodelujeta tako govornik kot poslušalci. Himne Zevsu, Demetri in Delosu se obravnavajo kot nemimetične, saj ne poustvarjajo obreda.

### Aitia
Grška beseda αἴτιον (aition, 'vzrok') pomeni poskus razlage sodobnih pojavov z zgodbo iz mistične preteklosti. Naslov Kalimahovega dela lahko grobo prevedemo kot "izvori". Aitia vsebuje zbirko zgodb o izvoru.
Pesem naj bi imela okoli 4000 vrstic in je zbrana v štiri posamezne knjige. Kalimah v prvi knjigi opisuje sanje, v katerih so ga kot mladega moškega muze prepeljale na goro Helikon v Beotiji. Mladi pesnik sprašuje boginje o izvoru današnjih nenavadnih običajev. Zgodbe v knjigi vključujejo zgodbe o Linusu in Coroebusu, Theiodamasu, kralju Dryopov in o potovanju Argonavtov. Druga knjiga nadaljuje dialektično strukturo prve in je morda bila postavljena za simpozij v Aleksandriji, kjer je Kalimah deloval kot knjižničar in učenjak. Ker je bila večina njene vsebine izgubljena, je o tej knjigi malo znanega. Edina etiologija, za katero se splošno domneva, da je bila umeščena v knjigo, sta zgodbi Busiris, egiptovski kralj, in Phalaris, tiran iz Akragasa, ki sta bila znana po svoji pretirani krutosti.
Druga polovica Aitije ne sledi vzorcu, ki je določen v prvih dveh knjigah. Knjigi uokvirjata dve znani pripovedi: tretja knjiga opisuje zmago Berenike. Pesem, sestavljena je v slogu Pindarske ode, slavi zmago kraljice Berenike na Nemejskih igrah. Konec četrte knjige in Aitije kot celote zaznamuje še ena dvorna pesem, Berenikin pramen. V njej Kalimah pripoveduje, kako je kraljica dala pramen svojih las kot votivno darilo, ki je pozneje postalo ozvezdje, Coma Berenices ("Berenikini lasje"). Druga pomembna zgodba iz druge polovice dela je ljubezenska zgodba Acontiusa in Cydippe.

### Jambi
Kalimah je ob zaključku svoje Aitije zapisal, da bo nadaljeval na bolj navadnem področju poezije. S tem se je skliceval na svojo zbirko 13 jambov, ki se opira na ustaljeno tradicijo jambske poezije, katere odločilna značilnost je bil njihov agresiven, satiričen ton. Čeprav so pesmi slabo ohranjene, je njihova vsebina znana iz zbirke starodavnih povzetkov (diegeseis). V Jambih Kalimah kritično komentira vprašanja, ki se večinoma vrtijo okoli estetike in osebnih odnosov. Polemičen ton žanra uporablja za obrambo pred kritiki njegovega pesniškega sloga in njegove nagnjenosti k pisanju v različnih žanrih.
Jambi so znani po svojem živem jeziku. Svojo estetsko kritiko Kalimah utemeljuje v živih podobah, vzetih iz naravnega in družbenega sveta. Pogosto meša različne metafore, da ustvari učinke duhovnosti in neskladnosti.

### Hekale
Kalimah je samo enkrat poskusil napisati pripovedno pesem, mitološki ep z naslovom Hekale. Ker naj bi pesem imela okoli 1000 vrstic, predstavlja epilion, krajšo obliko epske poezije, ki obravnava teme, ki niso tradicionalno prisotne v večjih delih. Pripoveduje zgodbo o grškem junaku Tezeju, ki ga je po osvoboditvi mesta Maraton pred uničujočim bikom gostila uboga, a prijazna starka po imenu Hekale. Skleneta prijateljstvo, ko ona pripoveduje o svojem nekdanjem življenju kot pripadnica višjega razreda. Na koncu pesmi Tezej ustanovi letni praznik in svetišče Zevsu v čast njegovemu gostitelju.

### Pinakes
Ko je delal v Aleksandrijski knjižnici, je bil Kalimah odgovoren za katalogizacijo knjižnice. V tej funkciji je sestavil podrobno bibliografijo vse obstoječe grške literature, ki izhaja iz knjižničnih polic. Njegov katalog, imenovan Pinakes (starogrško: πίναξ romanizirano: pinax, 'plošča'),  je znašal 120 zvezkov ali petkratno dolžino Homerjeve Iliade. Čeprav Pinakes ni preživel do konca antike, so znanstveniki rekonstruirali njegovo vsebino iz referenc v preživeli klasični literaturi. Avtorji in njihova dela so bili razdeljeni v široki kategoriji »poezija« in »proza«. Obe kategoriji sta bili nadalje razčlenjeni na natančne podkategorije. Za pesnike so te med drugim vključevale 'dramo', 'epiko' in 'liriko'; za pisatelje pa 'filozofijo', 'oratorij', 'zgodovino' in 'medicino'. 

## Pomen in vpliv
Kalimahova estetska filozofija in poezija sta imeli velik vpliv na več rimskih pesnikov, med njimi tudi Katula, Horacija, Vergila , Propecija in Ovidija. Rimski avtorji so njegova dela ustvarjalno uporabljali v svojih. Vergil v Eneidi (ep o Enejevem potovanju) ob razmisleku o lastni poeziji večkrat namiguje na Kalimaha. Elegist Propercij se je celo označil za "rimskega Kalimaha" (latinsko: Romanus Callimachus).  Ovidij je Kalimaha opisal kot "manjkajočega genija, a močnega v umetnosti" (latinsko: Quamvis ingenio non valet, arte valet). Njegova izjava, čeprav na prvi pogled kritična, izkazuje poklon Kalimahovemu prepričanju o pomembnosti pesnikovih tehničnih spretnosti in razgledanosti.
Klasični učenjaki Kalimaha uvrščajo med najvplivnejše grške pesnike. Po besedah Kathryn Gutzwiller, je "na novo izumil grško poezijo za helenistično dobo z oblikovanjem osebnega sloga, ki je s svojimi manifestacijami v rimski poeziji vplival na celotno tradicijo moderne literature". Pravi, da se njegov trajni pomen kaže v močnih odzivih na njegovo poezijo pri sodobnikih in zanamcih.
Richard L. Hunter, strokovnjak za grško književnost helenističnega obdobja, piše o tem, da je izbirna recepcija Kalimaha prek rimskih pesnikov privedla do poenostavljene slike njegove poezije. Helenista Benjamin Acosta-Hughes in Susan Stephens prav tako pišeta o nenatančni predstavi Kalimahovega dela zaradi pomanjkanja prvoročnih dokazov in zanašanje na rimske zapise.

### Kalimahizem
Kalimah je v svoji poeziji zagovarjal estetsko filozofijo, pozneje znano kot kalimahizem. Dajal je prednost manjšim, manj vidnim temam in prefinjenosti. Na začetku Aitije je svoj pesniški program strnil v alegorijo, ki vsebuje dva razloga  , zakaj pesnik ni posal junaških epov. prvič, za Kalimaha je poezija zahtevala visoko stopnjo prefinjenosti, ki je ni bilo mogoče vzdrževati med dolgotrajnim delom; drugič, večina njegovih sodobnikov je pisala epiko, kar je ustvarilo prenasičenost žanra, čemur se mu je skušal izogniti. Namesto tega so ga zanimale odmevne, eksperimentalne, učene in celo obskurne teme. Njegova poezija pa kljub temu presega epsko po namigovanju na prejšnjo literaturo.
Čeprav se je Kalimah skušal razlikovati od drugih pesnikov, se njegovo estetsko filozofijo včasih vključuje v izraz ‘aleksandrinstvo’, ki opisuje celotno grško literaturo, napisano v Aleksandriji v 3. stoletju pred našim štetjem. Kljub razlikam si njegovo delo deli številne značilnosti del njegovih sodobnikov, vključno s pesnikom Aratom, epikom Apolonijem in pesnikom Teokritom. Na vse je vplivala predhodnja grška literatura, zlasti pesmi Homerja in Hezioda. Na podlagi Aleksandrijske knjižnice so vsi pokazali zanimanje za intelektualna prizadevanja in poskušali obuditi zanemarjene oblike poezije.

### Slovenska literatura
- Prosen, M. Kalimah. [27.11.2021]. Dostopno na naslovu: https://www.rad.sik.si/wp-content/uploads/2019/01/Kalimah-RAD.pdf
- Le slovenski prevod Kalimahovega fragmenta 110 se pojavlja v določenih magistrskih /diplomskih ter drugih delih, ni samostojnih slovenskih prevodov njegovih del.

### Ostala literatura
- Astma A. J. CALLIMACHUS, HYMNS 1 – 3. [30.11.2021]. Dostopno na naslovu: https://www.theoi.com/Text/CallimachusHymns1.html
- Stephens S. A.: Callimachus The Hymns. [30.11.2021]. Dostopno na naslovu: https://books.google.si/booksid=A4hNEAAAQBAJ&printsec=frontcover&hl=sl#v=onepage&q&f=false
- Tytler, H. W.: The works of Callimachus. [30.11.2021]. Dostopno na naslovu: https://babel.hathitrust.org/cgi/pt?id=mdp.39015067230949&view=1up&seq=11&skin=2021